# Nippon (Süßware)

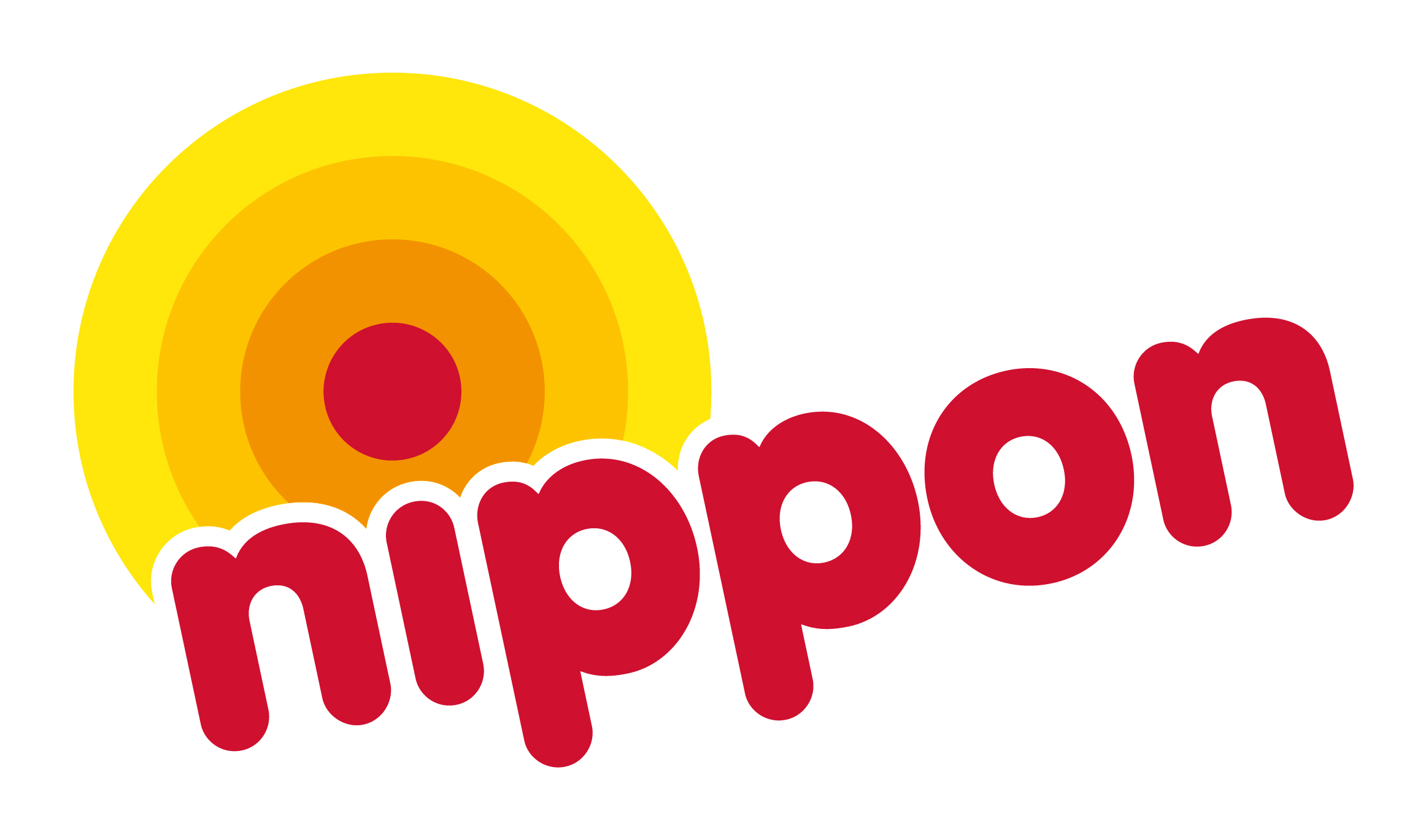
Logo von Nippon

Die Süßware Nippon besteht aus Puffreis-Häppchen mit weiteren Cerealien in Kakaocreme, die mit Milchschokolade überzogen sind. Hergestellt werden sie von der Firma Hosta aus Stimpfach bei Crailsheim.

## Produktvarianten
Nippon wird als fünf mal fünf Zentimeter große und etwa einen Zentimeter dicke, quadratische Portion (12,5 g) angeboten. Der Werbeslogan lautet „Lecker, locker, leicht“. Zudem wird die Variante ChocoNippon angeboten. Diese enthält einen höheren Anteil an Schokolade und wird sowohl als Tafel als auch als kleine Riegel angeboten. Unter dem Namen nippolino gibt es eine Variante in Pralinenform.

## Geschichte
Ein Puffreisprodukt unter dem Namen nippon kam erstmals 1956 auf den Markt, damals noch in Riegelform. 1974 wurden die „Knusper-Häppchen“ in der heute noch bekannten quadratischen Form eingeführt. Eine Marktanalyse durch das Institut von Ernest Dichter bestätigte 1992 die Attribute Knusprigkeit, Lockerheit und ausgewogene Schokoladensüße.
1994 wurde der Schokoriegel ChocoNippon ins Sortiment aufgenommen. Im gleichen Jahr bestätigte eine Studie, dass der Markenname nippon mit einem Bekanntheitsgrad von 88 % zu den prominentesten Süßwarenmarken Deutschlands gehört. 2003 erweiterten die nippon minis das Angebot. Von der Lebensmittel Zeitung wurde nippon 2021 als „Top-Marke“ ausgezeichnet.